# Assoluzione (diritto)
L'assoluzione è un provvedimento che il giudice penale pronuncia in seguito a dibattimento o, comunque, in giudizio o alla fine di esso, e che determina il proscioglimento dell'imputato, giudicato non colpevole in ordine al reato di cui era accusato.

## Storia
Termine attestato in letteratura fin dal XIV secolo (deriva dal latino absolutio), nel diritto medievale era spesso legato alle paci, anche se non si riduceva ad esse.

## La pronuncia giurisdizionale
Nei sistemi penali di Common law l'assoluzione discende dalla pronuncia del verdetto, mentre in quelli di Civil law essa è frutto della sentenza di assoluzione.

## Nella cultura di massa
Nel Processo di Kafka vengono prospettate all'imputato "tre possibilità, l’assoluzione vera, l’assoluzione apparente e il rinvio (...) l’assoluzione «vera», quella cui ogni imputato
legittimamente aspira, come è nell’ordine processuale ordinario, non ha
bisogno, presso quel particolare tribunale, di nessuna difesa e di nessun
aiuto. Ciò che vale è l’effettiva innocenza, e questa, se effettivamente sussiste,
è conosciuta solo dal Tribunale superiore, per vie che non hanno
bisogno di alcuna mediazione umana".